# Сан Хоакин (Чиле)
Сан Хоакин (шп. San Joaquín) је општина у Чилеу. По подацима са пописа из 2002. године број становника у месту је био 97.625.

## Демографија
| 2002.  |
| ------ |
| 97,625 |